# Johannes Wunderlich
Johannes Wunderlich (* 5. Juni 1876 in Leipzig; † 30. Dezember 1935 ebenda) war ein deutscher Reichsgerichtsrat und Politiker (DVP).

## Leben und Beruf
Nach dem Besuch der Bürgerschule und dem Abitur am König-Albert-Gymnasium in Leipzig studierte Wunderlich Rechtswissenschaft an den Universitäten in Freiburg im Breisgau, Berlin, München und Leipzig. Er bestand das erste juristische Staatsexamen, promovierte an der Universität Leipzig zum Dr. jur. und war von 1901 bis 1905 als Referendar am Amts- und Landgericht Leipzig tätig. 1905 legte er das zweite juristische Staatsexamen ab. Danach war er bis 1910 als Assessor am Amtsgericht in Colditz und am Landgericht in Leipzig tätig. Bei letzterem wirkte er bis Kriegsausbruch als Amtsrichter. Von August 1914 bis Februar 1919 nahm er als Hauptmann der Reserve und Kompaniechef innerhalb der Brigade Graf von Pfeil am Ersten Weltkrieg teil. Während des Krieges diente er im Landwehr-Infanterie-Regiment Nr. 101, zuletzt als Führer eines Freiwilligen-Bataillons an der Ostfront. Er wurde am 8. April 1915 für seine Verdienste bei der Einnahme von Kuskowo Kmiece mit dem Ritterkreuz des Militär-St.-Heinrichs-Ordens ausgezeichnet. Wunderlich wurde 1919 zum Landgerichtsrat und 1922 zum Landgerichtsdirektor am Landgericht Leipzig ernannt.

## Politik
Wunderlich gehörte dem Deutschen Reichstag vom 31. Mai 1921, als er für den verstorbenen Abgeordneten Wilhelm Tuch nachrückte, bis zu seiner Mandatsniederlegung am 31. März 1930 an. Im Parlament vertrat er den Wahlkreis Leipzig. Er war eine zentrale Person im Rechtsausschuss des Reichstags.

## Reichsgericht
Zum 1. April 1930 trat er in das Reichsgericht ein. Über diesen Schritt wurde schon zwei Jahre spekuliert, der konkrete Zeitpunkt galt als „überraschend“. Zu dieser Zeit war er zweiter Vorsitzender des Deutschen Richterbunds.